# ジョー・ジョンソン (バスケットボール)
ジョー・マーカス・ジョンソン（Joe Marcus Johnson, 1981年6月29日 - ）は、アメリカ合衆国・アーカンソー州リトルロック出身のプロバスケットボール選手。ポジションはスウィングマン。

## 経歴

### カレッジ
リトルロックの高校を卒業した後、アーカンソー大学に進学。1年目の1999-2000シーズンから16.0得点5.7リバウンドを記録するエースとして活躍し、AP通信選出のサウスイースタン・カンファレンスの新人王などに選ばれた。大学では2シーズンのみプレイし、2001年のNBAドラフトにアーリーエントリーした。

### ボストン・セルティックス
ドラフトではボストン・セルティックスから全体10位で指名を受けた。ルーキーイヤーとなった2001-02シーズンは、38試合中33試合で先発したが、ジョンソンのプレイ時間はセルティックスが1995年以来のプレーオフを狙うにつれて減っていった。シーズン半ばの2002年2月20日、ジョンソンは他の選手と一緒にフェニックス・サンズのベテラン、ロドニー・ロジャース、トニー・デルクとの交換で放出された。

### フェニックス・サンズ
サンズではアンファニー・ハーダウェイと先発の座を争ったが、ハーダウェイは怪我がちなため、ジョンソンには30分以上の出場時間が与えられるようになり、自然と成績は向上した。ルーキーイヤーの成績は77試合のうち60試合に先発出場し、7.5得点3.3リバウンドの成績で、オールルーキーセカンドチームに選ばれた。ハーダウェイとの出場時間の奪い合いは翌2002-03シーズンまで続いたが、2003-04シーズン途中にはマイク・ダントーニがヘッドコーチに就任し、以降ジョンソンは不動の先発SGに定着し、成績は大幅な向上を見せた。このシーズンは平均16.7得点のアベレージを残したが、一方チームは不振に陥り、プレーオフ進出を逃した。
翌2004-05シーズン、サンズがスティーブ・ナッシュを獲得したことがジョンソンにとってもサンズにとっても大きな契機となった。ナッシュを中心にラン&ガンの攻撃的なチームに生まれ変わったサンズは、このシーズン大躍進を果たし、62勝20敗の好成績を残した。ジョンソンは平均得点こそ17.1得点と前シーズンと比べて大きな変化はなかったように見られるが、スリーポイントシュート成功率はそれまでのキャリア平均を大きく上回る47.8%を記録し、これはリーグ全体でも2位の記録だった。ジョンソンは一躍名シューターとしての地位を固めたのである。ジョンソンのスリーポイントシュートは、ロングシュートを多用するダントーニの戦術には欠かせない武器となり、チームの大躍進に大きな貢献をした。またオールスター前夜のNBAスリーポイント・シュートアウトにも出場を果たしている。プレーオフではカンファレンス準決勝ダラス・マーベリックス戦の第2戦で、ダンクシュートを決めた際に顔から落下し、左目下の骨を骨折。翌日手術を行いしばらく欠場を強いられたが、スパーズ戦の第3戦からフェイスマスクを着けて復帰した。前年チャンピオンのサンアントニオ・スパーズとのこの対戦は1勝4敗で敗れた。
ジョンソンにとってもチームにとっても最高のシーズンを過ごしたが、しかしオフにフリーエージェントとなったジョンソンはチームとの再契約交渉に折り合いがつかず、その後サイン・アンド・トレードでボリス・ディアウと将来のドラフト1位指名権との交換でアトランタ・ホークスに移籍することになった。

### アトランタ・ホークス

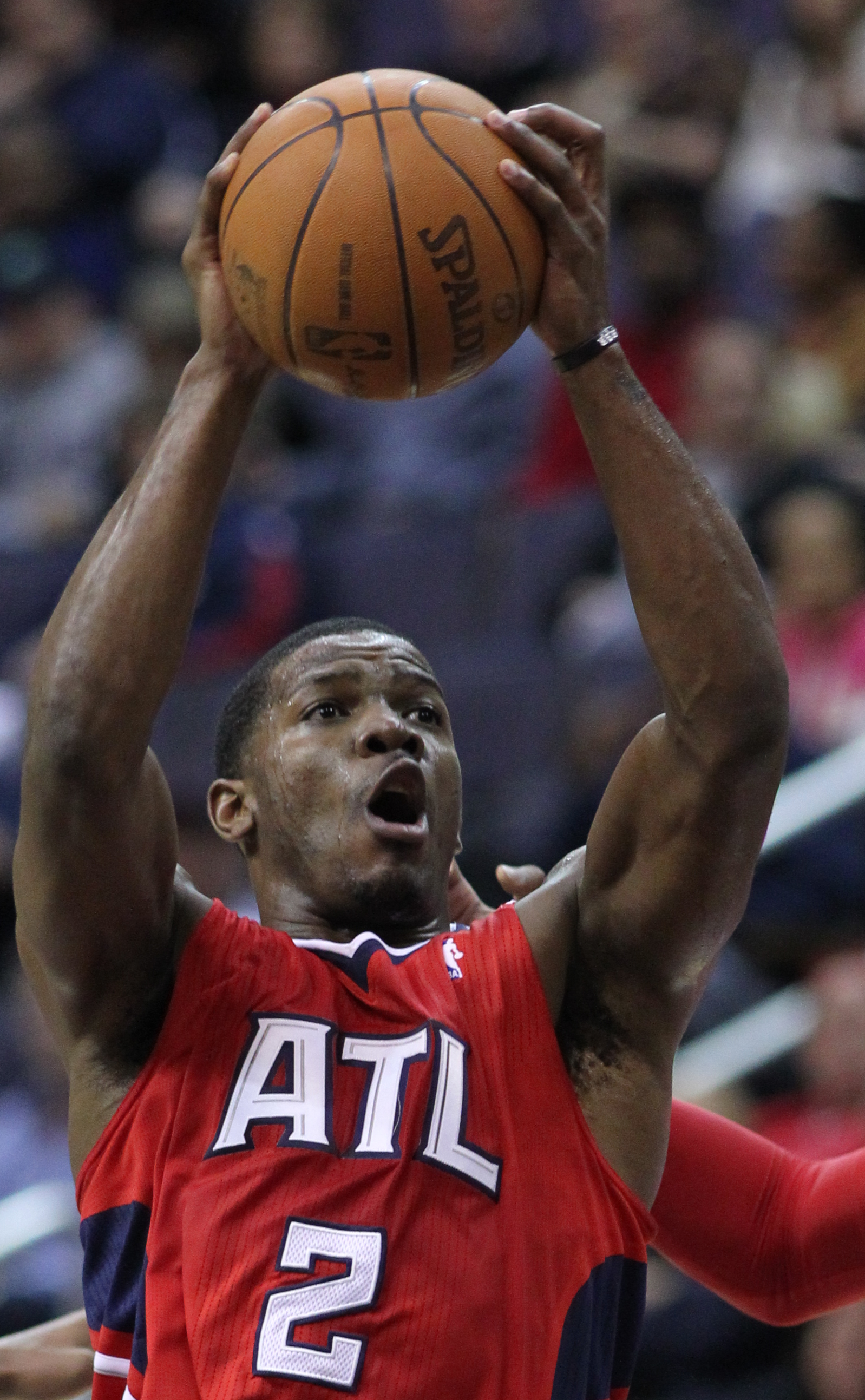
アトランタ・ホークスでのジョンソン

強力なシューターではあったがサンズではあくまでサポーティングキャストの一人であり、年俸200万ドル程度の選手に過ぎなかったジョンソンが、ホークスへの移籍でいきなり1000万ドルプレイヤーとなったことは当時話題となった。ジョンソンには低迷するホークスを立て直すエースとしての活躍が求められた。
ホークスに加入して1年目の2005-06シーズン、ジョンソンは1試合平均20.2得点6.5アシスト1.26スティール、3ポイント成功数128、出場時間40.7分などでチームトップとなった。彼は2005-06シーズンに20得点以上、6アシスト以上をあげた5人の1人となった。2月1日のシャーロット・ボブキャッツには15得点10リバウンド11アシストで自己初のトリプルダブルを記録した。3月7日のゴールデンステート・ウォリアーズ戦では自己最高の42得点、3月13日のミルウォーキー・バックス戦では自己最高の17アシストを記録した。その年夏に日本で行われた2006年バスケットボール世界選手権にはアメリカ代表として出場し、銅メダルを獲得した。
2006-07シーズンにはさらに飛躍を遂げて1試合平均25.0得点4.4アシスト4.2リバウンド1.05スティールを記録した。この彼の平均得点はガードとしてはアレン・アイバーソンに次ぐ数字でNBA全体でも9位だった。FG成功率も自己最高の47.1%だった。この年のNBAオールスターゲームでは怪我のため欠場したジェイソン・キッドに代わってコミッショナーのデビッド・スターンから指名を受け、オールスターに初出場した。
ジョンソンの移籍以降、着実に勝率を伸ばしているホークスは、プレーオフ進出の決め手として、2007-08シーズン中に名PGのマイク・ビビーを獲得。若手選手にも成長の後が見られ、このシーズン、ホークスは勝率5割を下回りながらも実に8シーズンぶりのプレーオフ進出を果たした。1回戦で第8シードのホークスは第1シードのボストン・セルティックスと対戦したが、第7戦まで持ち込むなど健闘を見せた。

### ブルックリン・ネッツ
2012年7月11日、アンソニー・モロー、ジョーダン・ファーマー、デショーン・スティーブンソン、ジョーダン・ウィリアムス、ヨハン・ペトロに加えて2013年のドラフト1巡目指名権とのトレードでブルックリン・ネッツへ移籍した。
2016年2月25日、ネッツのバイアウトに合意しウェイブされた。

### マイアミ・ヒート
2016年2月27日、マイアミ・ヒートとシーズン終了までの契約を結んだ。

### ユタ・ジャズ
2016年7月1日、ユタ・ジャズと2年2200万ドルの契約を結んだ。
2018年2月8日、ジャズ、クリーブランド・キャバリアーズの絡んだ三角トレードでサクラメント・キングスに放出され2月11日、キングスから解雇された。

### ヒューストン・ロケッツ
2018年2月14日、ヒューストン・ロケッツと契約した。
2019年9月19日、デトロイト・ピストンズと契約したが、プレーすることなく、2019年10月21日、解雇された。

### セルティックス復帰
2018-19シーズン以降は無所属の状態が続いていたが、2021-22シーズン途中の2021年12月22日に、新型コロナウイルスの影響で欠場者が続出していたセルティックスと10日間契約を結んだ。同日のクリーブランド・キャバリアーズ戦の試合終盤に起用され、3年半ぶりとなるNBA復帰を果たした。

## NBA成績

### レギュラーシーズン
| シーズン     | チーム       | GP   | GS   | MPG  | FG%  | 3P%  | FT%  | RPG | APG | SPG | BPG | PPG  |
| ------------ | ------------ | ---- | ---- | ---- | ---- | ---- | ---- | --- | --- | --- | --- | ---- |
| 2001–02      | BOS          | 48   | 33   | 20.9 | .439 | .273 | .769 | 2.9 | 1.5 | .7  | .2  | 6.3  |
| 2001–02      | PHX          | 29   | 27   | 31.5 | .420 | .333 | .778 | 4.1 | 3.6 | .9  | .4  | 9.6  |
| 2002–03      | PHX          | 82   | 34   | 27.5 | .397 | .366 | .774 | 3.2 | 2.6 | .8  | .2  | 9.8  |
| 2003–04      | PHX          | 82   | 77   | 40.6 | .430 | .305 | .750 | 4.7 | 4.4 | 1.1 | .3  | 16.7 |
| 2004–05      | PHX          | 82   | 82   | 39.5 | .461 | .478 | .750 | 5.1 | 3.5 | 1.0 | .3  | 17.1 |
| 2005–06      | ATL          | 82   | 82   | 40.7 | .453 | .356 | .791 | 4.1 | 6.5 | 1.3 | .4  | 20.2 |
| 2006–07      | ATL          | 57   | 57   | 41.4 | .471 | .381 | .748 | 4.2 | 4.4 | 1.1 | .2  | 25.0 |
| 2007–08      | ATL          | 82   | 82   | 40.8 | .432 | .381 | .834 | 4.5 | 5.8 | 1.0 | .2  | 21.7 |
| 2008–09      | ATL          | 79   | 79   | 39.5 | .437 | .360 | .826 | 4.4 | 5.8 | 1.1 | .2  | 21.4 |
| 2009–10      | ATL          | 76   | 76   | 38.0 | .458 | .369 | .818 | 4.6 | 4.9 | 1.1 | .1  | 21.3 |
| 2010–11      | ATL          | 72   | 72   | 35.5 | .443 | .297 | .802 | 4.0 | 4.7 | .7  | .1  | 18.2 |
| 2011–12      | ATL          | 60   | 60   | 35.5 | .454 | .388 | .849 | 3.7 | 3.9 | .8  | .2  | 18.8 |
| 2012–13      | BKN          | 72   | 72   | 36.7 | .423 | .375 | .820 | 3.0 | 3.5 | .7  | .2  | 16.3 |
| 2013–14      | BKN          | 79   | 79   | 32.6 | .454 | .401 | .815 | 3.4 | 2.7 | .6  | .1  | 15.8 |
| 2014–15      | BKN          | 80   | 80   | 34.9 | .435 | .359 | .801 | 4.8 | 3.7 | .7  | .2  | 14.4 |
| 2015–16      | BKN          | 57   | 57   | 33.9 | .406 | .371 | .852 | 3.9 | 4.1 | .7  | .0  | 11.8 |
| 2015–16      | MIA          | 24   | 24   | 32.1 | .518 | .417 | .765 | 2.8 | 3.6 | .9  | .1  | 13.4 |
| 2016–17      | UTA          | 78   | 14   | 23.6 | .436 | .411 | .818 | 3.1 | 1.8 | .5  | .2  | 9.2  |
| 2017–18      | UTA          | 32   | 3    | 21.9 | .420 | .274 | .833 | 3.3 | 1.4 | .4  | .2  | 7.3  |
| 2017–18      | HOU          | 23   | 1    | 22.0 | .381 | .279 | .952 | 2.8 | 1.7 | .3  | .0  | 6.0  |
| キャリア     | キャリア     | 1276 | 1091 | 34.7 | .441 | .371 | .802 | 4.0 | 3.9 | .8  | .2  | 16.0 |
| オールスター | オールスター | 6    | 1    | 16.8 | .390 | .310 | .000 | .8  | 1.3 | 1.2 | .0  | 6.8  |

### プレイオフ
| シーズン | チーム   | GP  | GS | MPG  | FG%  | 3P%  | FT%  | RPG | APG | SPG | BPG | PPG  |
| -------- | -------- | --- | -- | ---- | ---- | ---- | ---- | --- | --- | --- | --- | ---- |
| 2003     | PHX      | 6   | 0  | 27.3 | .275 | .154 | .400 | 4.3 | 1.3 | .7  | .3  | 5.3  |
| 2005     | PHX      | 9   | 9  | 39.4 | .504 | .556 | .697 | 4.3 | 3.3 | 1.1 | .4  | 18.8 |
| 2008     | ATL      | 7   | 7  | 39.3 | .409 | .444 | .909 | 3.9 | 4.0 | .3  | .0  | 20.0 |
| 2009     | ATL      | 11  | 11 | 39.0 | .417 | .353 | .622 | 4.5 | 3.5 | 1.3 | .0  | 16.4 |
| 2010     | ATL      | 11  | 11 | 40.0 | .387 | .220 | .810 | 5.1 | 5.0 | .9  | .3  | 17.9 |
| 2011     | ATL      | 12  | 12 | 41.4 | .439 | .429 | .810 | 4.6 | 3.3 | 1.1 | .1  | 18.8 |
| 2012     | ATL      | 6   | 6  | 40.5 | .373 | .250 | .750 | 3.5 | 3.5 | 1.3 | .2  | 17.2 |
| 2013     | BKN      | 7   | 7  | 38.7 | .417 | .256 | .889 | 3.1 | 2.7 | 1.1 | .0  | 14.9 |
| 2014     | BKN      | 12  | 12 | 39.1 | .533 | .415 | .837 | 3.8 | 2.9 | .5  | .3  | 21.2 |
| 2015     | BKN      | 6   | 6  | 41.5 | .362 | .293 | .792 | 7.7 | 4.8 | 1.2 | .0  | 16.5 |
| 2016     | MIA      | 14  | 14 | 35.1 | .430 | .283 | .875 | 4.7 | 2.5 | .6  | .2  | 12.1 |
| 2017     | UTA      | 11  | 2  | 29.7 | .436 | .333 | .733 | 3.9 | 2.5 | .5  | .1  | 12.9 |
| 2018     | HOU      | 8   | 0  | 6.8  | .353 | .000 | -    | 1.3 | .4  | .0  | .1  | 1.5  |
| キャリア | キャリア | 120 | 97 | 35.5 | .427 | .339 | .779 | 4.2 | 3.1 | .8  | .2  | 15.2 |

## プレースタイル
スリーポイントシューターとしてのイメージが強いが、オールラウンドな才能の持ち主でもある。サイズの割にはボールハンドリングも良く、ポイントガードとしてもプレイでき、サンズ時代はスティーブ・ナッシュのバックアップとしても活躍した。ディフェンスも怠らず、個人プレイに走ることなくチームプレイを重視できる模範的なエースである。

## 受賞歴
- 7× NBAオールスター (2007-2012, 2014)
- オールNBAサードチーム (2010)
- NBAオールルーキー・セカンドチーム (2002)
- オールSECセカンドチーム (2001)
- SEC新人王 (2000)
- SECオールフレッシュマンチーム (2000)
- アーカンソー州ミスター・バスケットボール (1999)